# Benthopecten simplex
Benthopecten simplex is een zeester uit de familie Benthopectinidae.
De wetenschappelijke naam van de soort werd in 1881 gepubliceerd door Edmond Perrier.